# 俄裔烏克蘭人
俄裔烏克蘭人（羅馬化：Rosiiany v Ukraini，羅馬化：Russkiye na Ukraine）是乌克兰最大的少數民族，也是世界上俄羅斯以外最大的單一俄羅斯社區。在2001年烏克蘭人口普查中，8,334,100人為俄羅斯人（佔烏克蘭人口的17.3%）。

## 歷史
17 世紀後期，在博赫丹·赫梅利尼茨基領導的哥薩克叛亂结束之後，更多講俄語的人出現在烏克蘭北部、中部和東部地區。这次起义致使大量乌克兰定居者迁移至斯洛博达乌克兰地区，使得该地从人烟稀少的边境地区转变成为俄罗斯沙皇国主要的人口稠密地区之一。根據佩列亞斯拉夫條約，烏克蘭哥薩克人的土地，包括現代烏克蘭北部和東部地區，成為俄羅斯沙皇國的保護國。這帶來了第一批重要但仍然很少的俄羅斯涌入烏克蘭中部定居。
18世紀末，俄羅斯帝國從原克里米亞汗國手中奪取了大片無人居住的草原領土。在後來被稱為新羅西亞（主要涵盖克里米亞、陶里達和敖德薩周边地区）的土地開始了系統的殖民化进程。來自众多民族的移民來到該地區，其中主要是俄罗斯本土的俄罗斯人和乌克兰人。
20世紀初，俄羅斯人是以下城市中最大的民族：基輔（54.2%）、哈爾科夫（63.1%）、敖德薩（49.09%）、尼古拉耶夫（ 66.33%）、馬里烏波爾（63.22%）、盧甘斯克(68.16%)、別爾江斯克(66.05%)、赫爾松(47.21%)、梅利托波爾(42.8%)、葉卡捷琳諾斯拉夫(41.78%)、克羅皮夫尼茨基(34.64%)、巴甫洛赫拉德(34.36%)、辛菲羅波爾(45.64%)、費奧多西亞(46.84 %) %)、雅爾塔(66.17%)、刻赤(57.8%)、塞瓦斯托波爾（63.46%）、丘胡伊夫（86%）。
1897年進行的第一次俄羅斯帝國人口普查顯示，在西南九個省和庫班廣泛使用（在某些情況下占主導地位）小俄語，這是烏克蘭語的當代術語。因此，當中央拉達官員在勾畫新烏克蘭國家的未來邊界時，他們將人口普查結果中的語言和宗教作為決定因素。因此，烏克蘭的民族志邊界幾乎是17-18 世紀併入俄羅斯帝國的原始博赫丹·赫梅利尼茨基國家的兩倍。
在1923年专门讨论党和国家事务中的民族及民族问题的演讲中，约瑟夫·斯大林指出了实施党的国家纲领所面临的几个障碍，分别是民族的“大国沙文主义”、民族的“经济文化不平等”以及“承受民族压迫沉重枷锁的若干民族之间的民族主义存续”情况。 
就烏克蘭而言，這兩種威脅都來自南部和東部：新俄羅斯（Novorossiya）具有歷史上強大的俄羅斯文化影響力，以及傳統的烏克蘭中心和西部。這些考慮帶來了烏克蘭化政策，以同時打破大俄羅斯態度的殘餘，並在烏克蘭民眾中獲得支持，從而承認他們對共和國的統治地位。
到1930年代初，蘇聯領導層對烏克蘭化政策的態度發生了變化。1933年，斯大林宣布地方民族主義是蘇聯統一的主要威脅。因此，在烏克蘭化期間引入的許多變化被逆轉：俄語學校、圖書館和報紙得到恢復，甚至數量增加。領土也發生了變化，迫使烏克蘭蘇維埃社會主義共和國將一些領土割讓給俄羅斯社會主義共和國。數以千計的烏克蘭人被驅逐到蘇聯的遠東地區，許多烏克蘭人佔多數的村莊被大饑荒消滅了，而剩下的烏克蘭人則受到歧視。
烏克蘭領土是二戰期間的主戰場之一，包括俄羅斯人在內的人口大幅減少。基礎設施遭到嚴重破壞，需要人力和資本資源進行重建。再加上1931-1932年的兩次飢荒和1947年的第三次飢荒導致人口減少，人口大大減少。在最近收購的烏克蘭西部領土工業化、整合和蘇維埃化的新移民浪潮中，很大一部分是俄羅斯族人，他們大多定居在工業中心和軍事要塞附近。
在戰爭接近尾聲時，克里米亞韃靼人被指控與德國人合作，從他們在克里米亞的家園被驅逐到中亞。克里米亞被新一波的俄羅斯和烏克蘭移民重新佔領，俄羅斯在克里米亞的人口比例顯著上升（從 1937 年的 47.7% 到 1993 年的 61.6%），烏克蘭的比例翻了一番（1937年的12.8%和1993年的 23.6%）。
烏克蘭語仍然是所有俄羅斯學校的必修科目，但在許多政府機構中，優先考慮俄語，這為俄羅斯化的發展提供了額外的動力。1979年的人口普查顯示，只有三分之一的俄羅斯族人能說流利的烏克蘭語。
1954年，蘇聯最高蘇維埃主席團頒布法令，將克里米亞州從俄羅斯蘇維埃社會主義共和國劃歸烏克蘭蘇維埃社會主義共和國。這一行動使烏克蘭的俄羅斯族人口增加了近100萬人。許多俄羅斯政界人士認為這一轉移是有爭議的。轉讓的爭議和合法性多年來一直是烏克蘭和俄羅斯關係的一個痛點，特別是在克里米亞的內部政治中。然而，在1997年俄羅斯聯邦與烏克蘭簽訂的條約中，俄羅斯承認烏克蘭的邊界並接受烏克蘭對克里米亞的主權。
蘇聯解體後，烏克蘭成為獨立國家。這種獨立得到了烏克蘭蘇維埃社會主義共和國所有地區的全民公決的支持，包括那些擁有大量俄羅斯人口的地區。烏克蘭國家科學院的一項研究發現，1991年，烏克蘭75%的俄羅斯族人不再認同俄羅斯民族。在1991 年 12 月的烏克蘭獨立公投中，55%的烏克蘭俄羅斯族人投票支持獨立。克里米亞韃靼人的回歸導致了幾次關於土地所有權和就業權的高調衝突。
1994年，頓涅茨克州和盧甘斯克州舉行了全民公決，大約90%的人支持俄語與烏克蘭語一起成為官方語言，並支持俄語成為地區一級的官方語言；然而，公投被基輔政府取消。
許多爭議圍繞著減少以俄語為主要教學語言的學校。1989年，以俄語為主要教學語言的學校有4633所，到2001年，這一數字下降到2001所，佔全國學校總數的11.8%。這些俄語學校中有相當一部分被改建為同時開設俄語和烏克蘭語課程的學校。到2007年，20%的公立學校學生學習俄語。
羅夫諾州等一些地區沒有學校只剩下俄語教學，只有俄烏混合學校提供俄語課程。截至2007年5月，基輔僅剩下7所以俄語為主要教學語言的學校，另有17所混合語言學校，共有8,000名學生，唯一的教學語言。在後者的學生中，有 45,700 人（或總數的 18%）在以俄語為主的烏克蘭首都將俄語作為一門單獨的科目學習，儘管估計有70%的烏克蘭全國人口認為俄語應該與烏克蘭語一起在中學教授。
位於利沃夫的俄羅斯文化中心曾多次遭到襲擊和破壞。1992年1月22日，它被利沃夫州議會成員領導的UNA-UNSO突襲。UNA-UNSO成員搜查了大樓，部分破壞了檔案並將人們趕出大樓。他們的襲擊者宣稱烏克蘭的一切都屬於烏克蘭人，因此不允許Moskals和kikes在那里居住或擁有財產。該建築在2001年教皇訪問利沃夫期間遭到破壞。
在2014年烏克蘭親歐盟示威之後，擁有大量俄羅斯族裔人口的地區開始了反對親歐人士抗議和分離主義活動。在新政府取消了烏克蘭語言立法後，該立法允許在俄語人口占多數的地區正式使用俄語。克里米亞最高委員會宣布了2014 年克里米亞公投，並向俄羅斯發出請求，要求向克里米亞派遣軍隊，以“保護”當地民眾免受右翼歐洲民主運動抗議者的侵害，這標誌著2014年克里米亞危機的開始。在頓涅茨克、敖德薩和哈爾科夫等其他講俄語的主要城市發生了大規模的反邁丹抗議活動。頓涅茨克州議會投票通過全民公決來決定該州的未來。
3月3日，一些人開始衝進頓涅茨克州行政大樓，揮舞著俄羅斯國旗，高喊“俄羅斯！”和“別爾庫特是英雄！”。警方沒有反抗。盧甘斯克州議會投票要求給予俄語作為第二官方語言的地位，停止“迫害別爾庫特戰士”，解除Maidan自衛隊的武裝，並取締全烏克蘭聯盟「自由」和UNA-UNSO等一些極右翼政治組織. 如果當局未能遵守要求，州議會保留“向俄羅斯聯邦兄弟人民尋求幫助的權利”。2014年克里米亞公投的結果是97.47%加入俄羅斯聯邦。
2014 年烏克蘭親俄衝突在頓涅茨克和盧甘斯克州發生的親俄抗議升級為武裝分離主義叛亂。這導致烏克蘭政府於 2014 年 4 月對叛亂分子發動了軍事反攻，導致頓巴斯持續不斷的戰爭。在這場戰爭中，盧甘斯克和頓涅茨克俄羅斯族人口眾多的城市遭到猛烈砲擊。據聯合國統計，自2014年初以來730,000名難民，來自頓涅茨克州和盧甘斯克州的人已經逃往俄羅斯。到2015年9月下旬，由於頓巴斯的戰爭，這兩個州已有近8,000人死亡。
極端民族主義政黨“全烏克蘭聯盟「自由」”援引了激進的恐俄言論，並獲得了足以在地方議會中獲得多數支持的選舉支持，正如烏克蘭西部的捷爾諾波爾地區議會所見。2004 年，“全烏克蘭聯盟「自由」”黨的領導人Oleh Tyahnybok敦促他的政黨與統治烏克蘭的“莫斯科猶太黑手黨”作鬥爭。“全烏克蘭聯盟「自由」”成員於2014年在烏克蘭政府中擔任高級職務。但該黨失去了37個席位中的30個席位，包括其在烏克蘭議會的第一個席位，它在2014年10月下旬的烏克蘭議會選舉中贏得了2012年議會選舉，並且沒有返回烏克蘭政府。

## 語言
根据顿涅茨克的 “研究与品牌集团”（Research & Branding Group）在 2006 年所做的调查显示，39% 的乌克兰公民认为俄语在该国并非官方语言，这样的情况侵犯了俄语应有的权利；而另有 38% 的乌克兰公民则秉持相反的立场。根据乌克兰国家科学院社会学研究所的年度调查结果，乌克兰总人口中有 43.9% 至 52.0% 的人支持赋予俄语国家语言地位这一想法。。与此同时，多数乌克兰公民并不觉得这是一个重要问题。在一项针对30个重要政治问题进行排序的跨国调查里，俄语的法律地位排在第26位，仅有8%的受访者（主要集中在克里米亚和顿涅茨克地区）认为这属于重要问题。 。
俄语继续在乌克兰的多个地区以及众多乌克兰企业、领先的乌克兰杂志和其他印刷媒体领域占据主导地位。。2014年2月23日，乌克兰议会通过了一项法案，旨在废除2012年的少数民族语言法。倘若这项法案得到乌克兰总统签署，那么乌克兰语将会被确立为全乌克兰唯一的官方国家语言，这其中也包括讲俄语人口众多的克里米亚地区。 。該法的廢除在烏克蘭南部和東部遭到了極大的蔑視。《基督教科學箴言報》報導：“通過該法案只會激怒講俄語的地區，他們認為此舉是更多證據表明，推翻亞努科維奇政府的基輔反政府抗議活動意圖推動民族主義議程。”2014年2月28日，代理總統 Oleksandr Turchynov 否決了一項廢除該法律的提議。2018年2月28日，烏克蘭憲法法院裁定2012年關於少數民族語言的法律違憲。
2017年9月25日，總統佩特羅·波羅申科簽署了一項新的教育法（2017年9月5日由拉達批准的草案），其中規定烏克蘭語是所有級別的教育語言，除了一個或多個允許的科目以兩種或多種語言授課，即英語或歐盟其他官方語言之一。該法遭到俄羅斯和匈牙利官員的批評。基輔和布達佩斯之間的最新爭吵是在烏克蘭議會決定通過一項關於教育的立法方案，禁止除烏克蘭語以外的任何語言的所有學生接受小學教育的決定發生激烈爭執之後發生的。此舉被國際社會廣泛譴責為不必要的挑釁，因為它迫使歷史上以俄語和烏克蘭語交替使用作為母語的4500萬雙語人口變成單語。

## 人口
有幾個因素影響了這一點——大多數俄羅斯人在蘇聯時期居住在城市中心，因此在1990年代的經濟困難中受到的打擊最為嚴重。有些人選擇從烏克蘭移民到（主要是）俄羅斯或西方。最後，一些在蘇聯時期被視為俄羅斯人的人在上次人口普查中宣布自己是烏克蘭人。俄羅斯人口也受到影響烏克蘭所有人口的因素的影響，例如低出生率和高死亡率。
2001年的人口普查顯示，95.9% 的烏克蘭俄羅斯人認為俄語是他們的母語，3.9%的人認為烏克蘭語是他們的母語。大多數，59.6%的烏克蘭俄羅斯人出生在烏克蘭。他們佔全國所有城市人口的22.4%，佔農村人口的6.9%。
女性佔俄羅斯人的55.1%，男性佔44.9%。在烏克蘭的俄羅斯人的平均年齡是 41.9 歲。西部和中部地區性別和年齡結構的失衡加劇。在這些地區，俄羅斯人集中在工業中心，特別是州中心。俄羅斯人居住在烏克蘭各地。他們在東部和南部佔總人口的很大一部分，在中部佔少數，在西部佔較大的少數。該國西部和中部的城市和工業中心的俄羅斯人比例較高，而在以烏克蘭語為主的農村地區則比例要小得多。由於俄羅斯人集中在城市，以及歷史原因，該國中部和東南部的大部分最大城市（包括俄羅斯人佔人口13.1%的基輔）到2003年仍然主要是俄語。
俄羅斯人在克里米亞佔多數（塞瓦斯托波爾佔71.7%，克里米亞自治共和國占58.5%），在克里米亞以外，俄羅斯人是頓涅茨克州( 48.2%) 和馬基耶夫卡(50.8%) 、第聶伯羅彼得羅夫斯克州的捷爾尼夫卡(52.9%) 、克拉斯諾頓(63.3%) 和斯維爾德洛夫斯克(58.7%) 和盧甘斯克州的克拉斯諾東斯基區（51.7%）和斯坦尼奇諾-盧漢斯基區（61.1% ），敖德薩州的雷尼區（70.54%）和伊茲梅爾區（43.7%） ，蘇梅州的普蒂維爾區（51.6%）。

## 政治
地區黨、烏克蘭共產黨和進步社會黨等政黨在克里米亞、烏克蘭南部和東南部地區特別受歡迎。在2002 年議會選舉中，以烏克蘭東部和南部為據點的主流地區黨以 32.14% 的支持率排在首位，領先於其兩個具有全國意識的主要競爭對手尤利婭季莫申科集團（22.29%）和我們的烏克蘭集團（13.95 %），同時烏克蘭的親俄共產黨也獲得了 3.66% 和激進親俄的娜塔莉亞·維特連科集團（ Nataliya Vitrenko Bloc ）2.93% 的小黨最接近克服 3% 的障礙。
在2007年議會選舉中，地區黨以34.37%的得票率位居第一（失去13萬張選票），尤利亞季莫申科集團以31.71%的得票率位居第二（贏得150萬張選票），我們的烏克蘭人民自衛集團以14.15%的得票率位居第三（失去238,000張選票），烏克蘭共產黨以 5.39%（贏得 327,000 張選票）排名第四，而Nataliya Vitrenko Bloc則下降到 1.32%。雖然尤利婭季莫申科集團吸引了大部分來自西烏克蘭語、烏克蘭語省份（州）的選民，但它近年來從克里米亞等俄語省份招募了幾位政治家。在2012年議會選舉中，地區黨再次贏得30%和最多席位，而祖國（尤利婭季莫申科集團的繼任者）以25.54%位居第二。烏克蘭共產黨在這次選舉中將其得票率提高到13.18%。
在2014年議會選舉中，地區黨的繼任者反對黨集團在南部地區被非親俄的波羅申科集團擊敗。反對黨在選舉中得票率為9.43%，排名第四。反對黨在東烏克蘭獲得了最多的選票，但在前地區黨的據點南烏克蘭獲得了第二名（落後於Petro Poroshenko Bloc）。烏克蘭共產黨在選舉中被淘汰出局，因為它以3.87% 的選票未能克服5%的選舉門檻。
儘管烏克蘭有幾個政黨和運動主張溫和的親俄政策，但也有一些親俄政治組織被觀察家認為是激進的。他們中的許多人將他們的議程表述為反對烏克蘭獨立，並公開主張恢復俄羅斯。這些運動的數量很少，但它們對社會的影響很容易被高估，因為它們的聲音活動引起了最高級別政治家的大量媒體報導和評論。這些組織組織的行動在烏克蘭南部歷史悠久的新俄羅斯（新俄羅斯）的烏克蘭部分和克里米亞地區最為明顯，該地區的某些地區俄羅斯人是最大的族群。由於俄羅斯人構成了烏克蘭南部這些以俄語為主的地區（在克里米亞佔多數）的人口的重要組成部分，這些運動包括青年組織、Proryv（字面意思是突破）和歐亞青年運動（ESM）。這些運動公開宣稱他們的使命是解體烏克蘭並在前俄羅斯帝國境內恢復俄羅斯，據報導，他們經常得到俄羅斯政治相關商人的鼓勵和金錢支持。
這些組織不僅因其親俄活動而聞名，而且還被指控組織了大規模的抗議活動。一些觀察家指出，俄羅斯政府和俄羅斯東正教教會支持烏克蘭，尤其是克里米亞的這些運動和政黨。一些觀察家將烏克蘭激進的俄羅斯組織的複興與克里姆林宮擔心烏克蘭的橙色革命可能會輸出到俄羅斯聯繫起來，而解決這種可能性一直是這些運動活動的最前沿。作為俄羅斯類似組織的一個分支，歐亞青年聯盟（ESM）一直在組織一年一度的俄羅斯遊行。2006年11月在首都基輔舉行的“俄羅斯大遊行”聚集了40名參與者，但在參與者襲擊防暴警察後，被迫干預，數名參與者被捕。在敖德薩和克里米亞城市，2006 年 11 月的“俄羅斯遊行”吸引了更多的參與者，在敖德薩有 150-200 名參與者，和在辛菲羅波爾有 500 名參與者，並且更加和平。遊行者呼籲烏克蘭和俄羅斯東正教教堂俄羅斯和烏克蘭之間的團結以及民族團結。在敖德薩，大約 200 人的遊行舉著反西方、親俄的口號和宗教符號。